# Gail Carriger
Gail Carriger, egentligen Tofa Borregaard, född 4 maj 1976 i Bolinas i Kalifornien, är en amerikansk författare som skriver i steampunk-genren. Hon är utbildad arkeolog med examen från University of Nottingham och University of California, Santa Cruz.

## Författarskap
Gail Carriger debuterade 2009 med romanen Själlös som utnämndes av Publishers Weekly till en av årets bästa böcker och nominerades till John W. Campbellpriset för bästa nya författare 2010 samt till Locuspriset 2010 i kategori bästa debutroman. År 2010 fick den även American Library Associations Alex Award som delas ut till vuxenböcker som även tilltalar unga vuxna. Romanen utspelar sig i ett 1800-talets London med paranormala inslag såsom vampyrer och varulvar och följer protagonisten Alexia Tarabotti, en själlös kvinna, som har ett mysterium att lösa. Själlös är den första boken i en serie på fem som tillsammans går under namnet The Parasol Protectorate (Parasollprotektoratet). Del två, Chanslös, publicerad 2010, blev den första steampunkboken att hamna på The New York Times bästsäljarlista, något som även den tredje delen, Hemlös, utgiven 2010, gjorde. De tre första delarna har även publicerats som mangaserie. De två sista delarna är Heartless (2011) och Timeless (2012).
Hela eller delar av romansviten har översatts till sammanlagt 12 språk. Hela serien finns på tyska, japanska och franska. De tre första delarna har översatts till svenska av Lena Karlin och publicerats av förlaget Styxx fantasy.
Carriger har även skrivit romanerna Etiquette and Espionage och Curtsies and Conspiracies som tillsammans bildar Finishing School-serien. De båda böckerna, som utspelar sig i samma universum som Parasollprotektoratet-sviten, riktar till skillnad från denna till ungdomar snarare än vuxna. De har legat båda två på New York Times bästsäljarelista. Ytterligare två böcker, Waistcoasts and Weaponry och Manners and Mutiny är planerade för utgivning 2014 respektive 2015.
En ny bokserie, The Custard Protocol gavs ut med början i mars 2015; den första delen har titeln Prudence.

### Parasollprotektoratet-serien
- Soulless (2009)[20]

svensk utgåva Själlös (2012) i översättning av Lena Karlin
- Changeless (2010)[22]

svensk utgåva Chanslös (2012) i översättning av Lena Karlin
- Blameless (2010)[24]

svensk utgåva Hemlös (2012) i översättning av Lena Karlin
- Heartless (2011)[26]
- Timeless (2012)[27]

### Finishing school-serien
- Etiquette and Espionage (2013)[28]
- Curtsies and Conspiracies (2013)[29]
- Waistcoats & Weaponry (2014)[30]
- Manners & Mutiny (2015)[31]

### The custard Protocol-serien
- Prudence (2015) ISBN 9780356501796
- Imprudence (2016) ISBN 9780356501802

### Delightfully Deadly-noveller
- Poison or Protect (2016)[32]

### Supernatural Society-noveller
- Romancing the inventor (2016) [33]
- Romancing the werewolf (planerad till 2017)[34]